# منتخب المجر لكرة القدم
منتخب المجر لكرة القدم، (بالمجرية: Magyar labdarúgó-válogatott) هو ممثل المجر الرسمي في رياضة كرة القدم ويشرف عليه اتحاد المجر لكرة القدم وهو عضو حالياً في الاتحاد الأوروبي لكرة القدم (اليويفا).
أنجبت الملاعب المجرية لاعبين كبارا في تاريخ كرة القدم مثل بوشكاش، حصل الفريق على الميدالية الذهبية في الألعاب الأولمبية 3 مرات في الأعوام 1952، 1984، 1968، وحصل على المركز الثاني في بطولتي كأس العالم 1938، و1954، وحصل على المركز الرابع في بطولة أمم أوروبا سنة 1972.

## الملعب
الملعب الرئيسي للمنتخب المجري هو بوشكاش أرينا. سابقا كان ملعب فيرينتس بوشكاش (ويسمى أيضا نيبستاديون). تم بناء الملعب بين عامي 1948 و 1953 باستخدام عدد كبير من المتطوعين ، بما في ذلك الجنود. تم افتتاح الملعب في عام 1953. في 23 مايو 1954 ، خسرت إنجلترا 7-1 ضد منتخب المجر. كانت سعة الملعب في النهاية 35,100 (تمت الموافقة عليها من قبل الاتحاد الأوروبي لكرة القدم) على الرغم من أن سعته الأصلية تجاوزت 100,000. استضاف الملعب أيضا أحد ديربي بودابست، بما في ذلك فيرينتسفاروشي، أويبست، بودابست، بودابست هونفيد أو فاساس. أسفرت المباراة النهائية للمنتخبات الوطنية التي لعبت على الملعب عن فوز المجر 3-0 ضد كازاخستان في 7 يونيو 2014.
في 19 سبتمبر 2014، اختار الاتحاد الأوروبي لكرة القدم بودابست لاستضافة ثلاث مباريات في دور المجموعات ومباراة واحدة في دور ال16 في بطولة أمم أوروبا 2020.
 في 19 سبتمبر 2014 ، قال ساندور تشاني، رئيس الاتحاد المجري لكرة القدم، إن حقيقة أن بودابست يمكن أن تستضيف بطولة أمم أوروبا 2020 هو إنجاز كبير للدبلوماسية الرياضية المجرية.
في 15 نوفمبر 2019 تم افتتاح بوشكاش أرينا بالمباراة المجر وأوروغواي. جاءت فكرة دعوة منتخب أوروغواي لكرة القدم من 
كارولي يانكوفيتش زعيم الجالية المجرية في مونتيفيديو. تم بيع جميع التذاكر للمباراة الافتتاحية ضد أوروغواي. في الأيام الثلاثة الأولى ، كان بإمكان أعضاء نادي المشجعين التابع للاتحاد المجري لكرة القدم فقط شراء التذاكر.
في 10 أغسطس 2014 ، تم افتتاح فيرينتسفاروش غروباما أرينا الذي كان الملعب المؤقت للمنتخب الوطني بين عامي 2014 و 2019 خلال تصفيات بطولة أمم أوروبا 2016، تصفيات كأس العالم 2018 وتصفيات بطولة أمم أوروبا 2020.

## الإنجازات

### البطولات الكبرى
- كأس العالم
  -  الوصيف (2): 1938، 1954
- بطولة أمم أوروبا
  -  المركز الثالث (1): 1964
- الألعاب أولمبية
  -  الميدالية الذهبية (3): 1952، 1964، 1968
  -  الميدالية الفضية (1): 1972
  -  الميدالية البرونزية (1): 1960

### البطولات الصغرى
- كأس البلقان
  -  البطل (1): 1947
- كأس أوروبا الوسطى الدولية
  -  البطل (1): 1948–53
  -  الميدالية الفضية (1): 1955–60
  -  الميدالية البرونزية (2): 1931–32، 1933–35

### أخرى
- كأس نهرو
  -  البطل (2): 1983, 1989
  -  الميدالية الفضية (1): 1991
- كأس كيرين
  -  البطل (1): 1993
- كأس إل جي
  -  البطل (1): 1998
- كأس ملك تايلاند
  -  الميدالية البرونزية (1): 2004

## وصلات خارجية
- قائمة بيانات المنتخب من الموقع الرسمي للفيفا باللغة العربية